# Église Saint-Martin de Tierceville
L'église Saint-Martin de Tierceville est une église catholique située à Tierceville, en France. 

## Localisation
L'église est située dans le département français du Calvados, sur la commune de Tierceville. 

## Historique
L'église est construite à partir du XIIe et dans le dernier quart de ce siècle.
Le clocher est daté du XIIIe. Arcisse de Caumont date la tour du XIVe ou du XVe. Les collatéraux sont datables du XIIIe ou du XIVe. Des voûtes d'ogives prévues dans la nef ne sont pas réalisées.
Des travaux importants sont réalisés au début du XVIIIe : la façade ouest est reprise en partie, les chapiteaux du chœur sont retaillés. La sacristie est également édifiée.
Les bas-côtés sont d'époque moderne également. 
L'église est inscrite partiellement au titre des monuments historiques le 13 avril 1933, le portail.
Le patronage appartenait à l'abbaye de Grestain.

## Description
La sacristie du XVIIIe est raccordée au mur sud de façon maladroite selon Arcisse de Caumont. La tour est à proximité du chœur et comporte deux fenêtres ogivales, et au-dessus de ces dernières une autre ouverture est en forme de trèfle.
Le chœur est roman. Le chevet est percé de deux ouvertures.
La porte latérale en plein cintre « ornée d'un rang de larges feuilles d'un très bon effet » qui est l'objet de l'inscription aux monuments historiques est désormais bouchée.

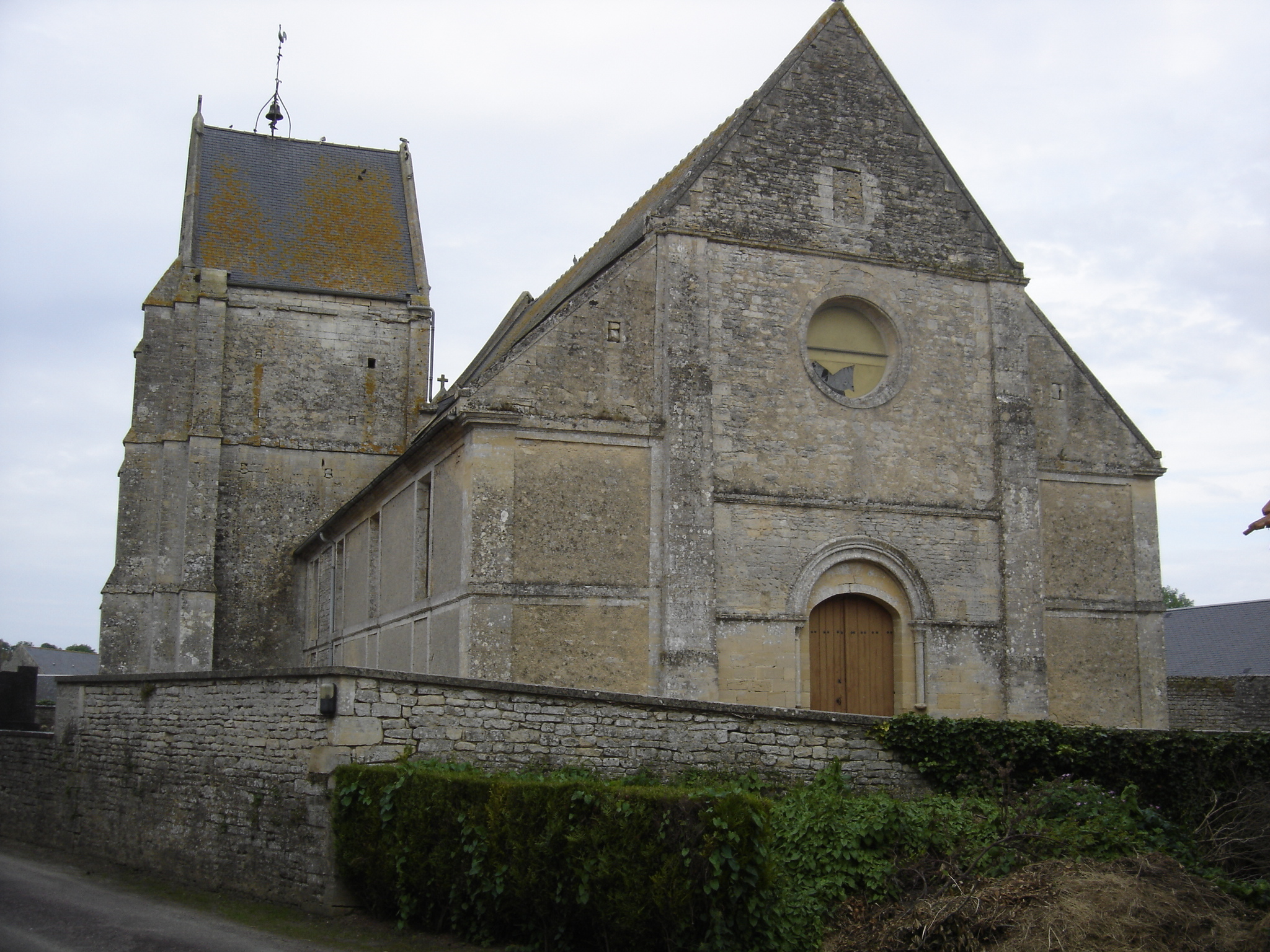
Vue de la façade est
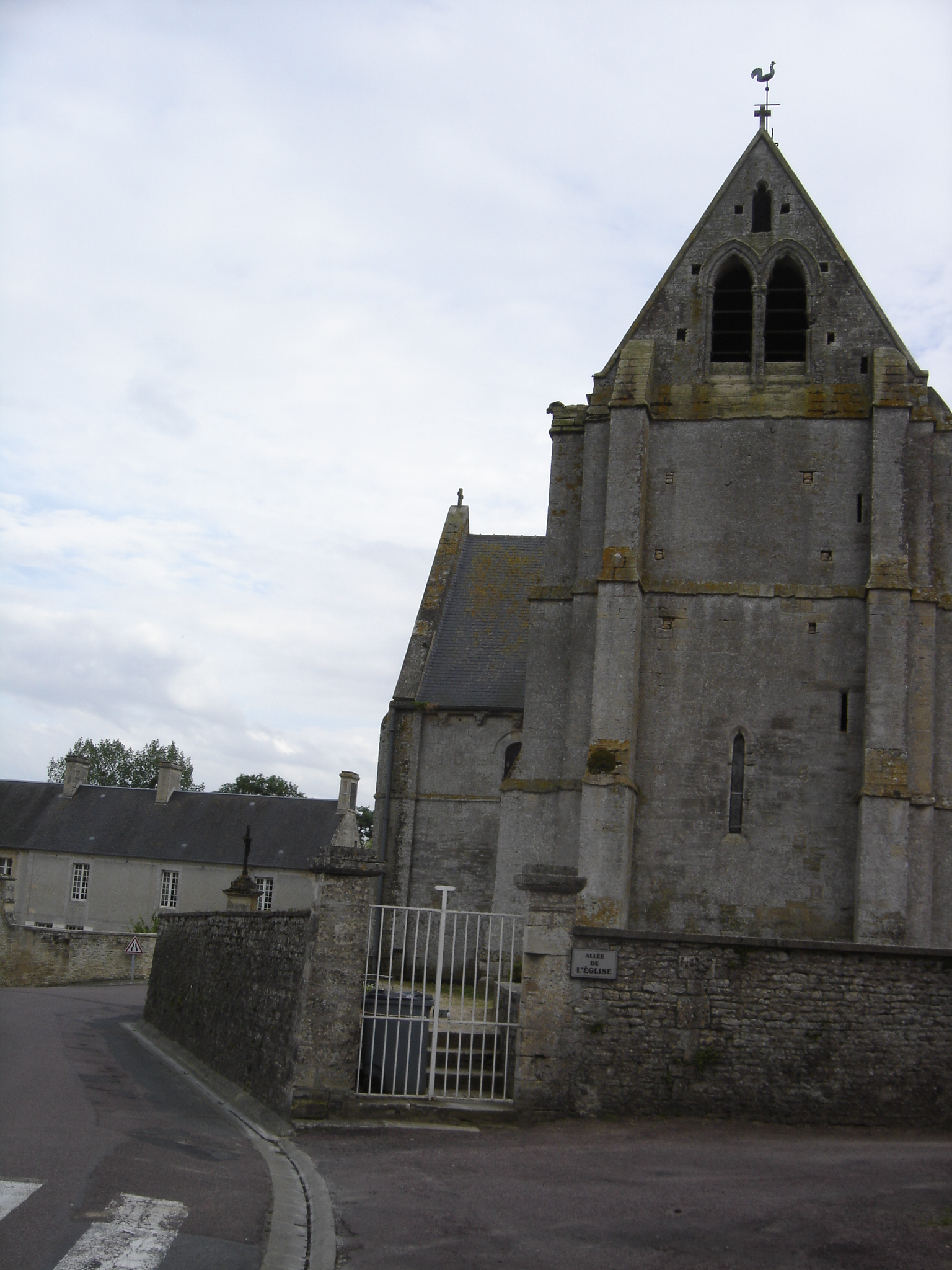
Clocher
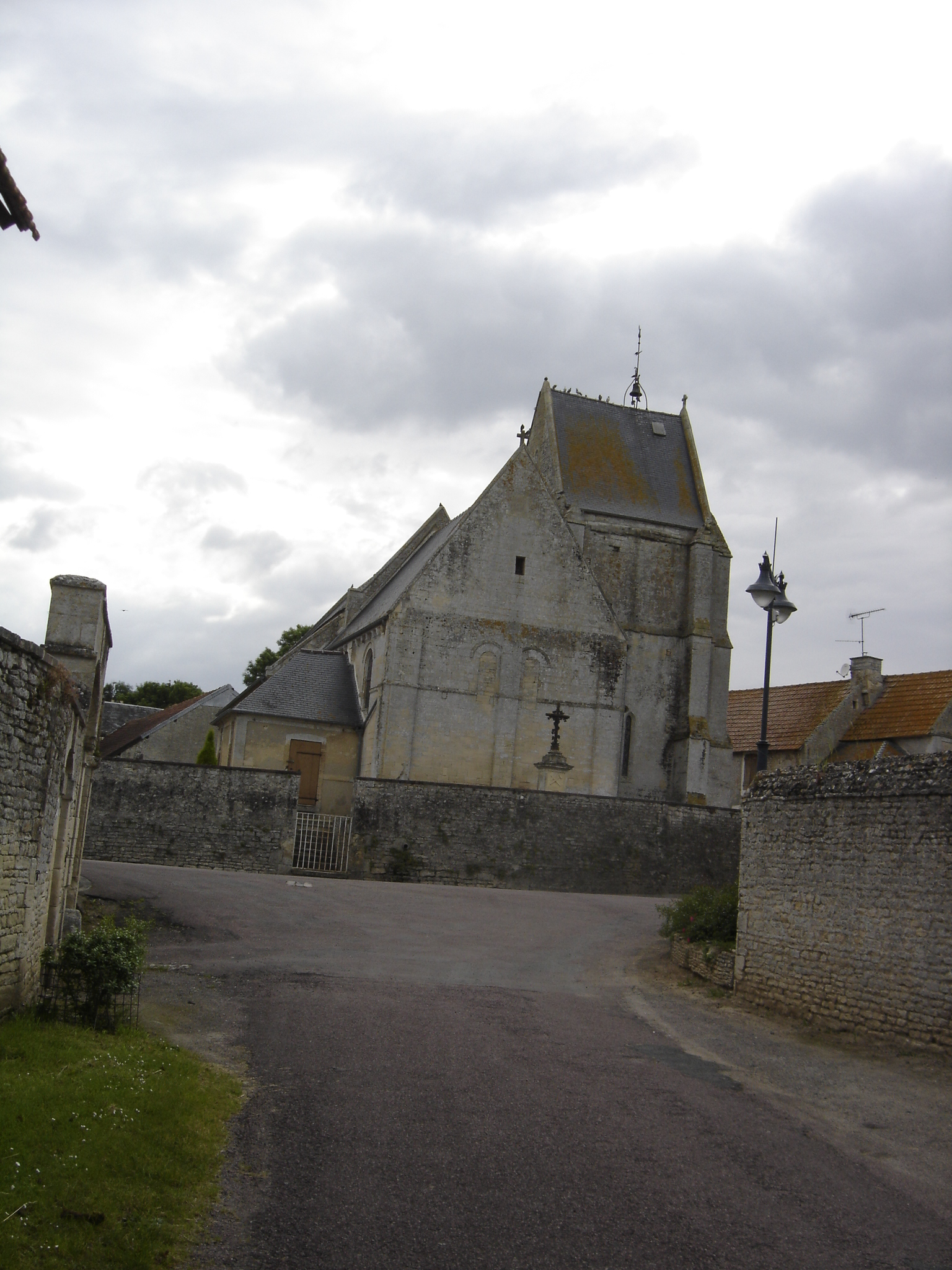
Vue de la façade ouest